# Żleb Ždiarskyego

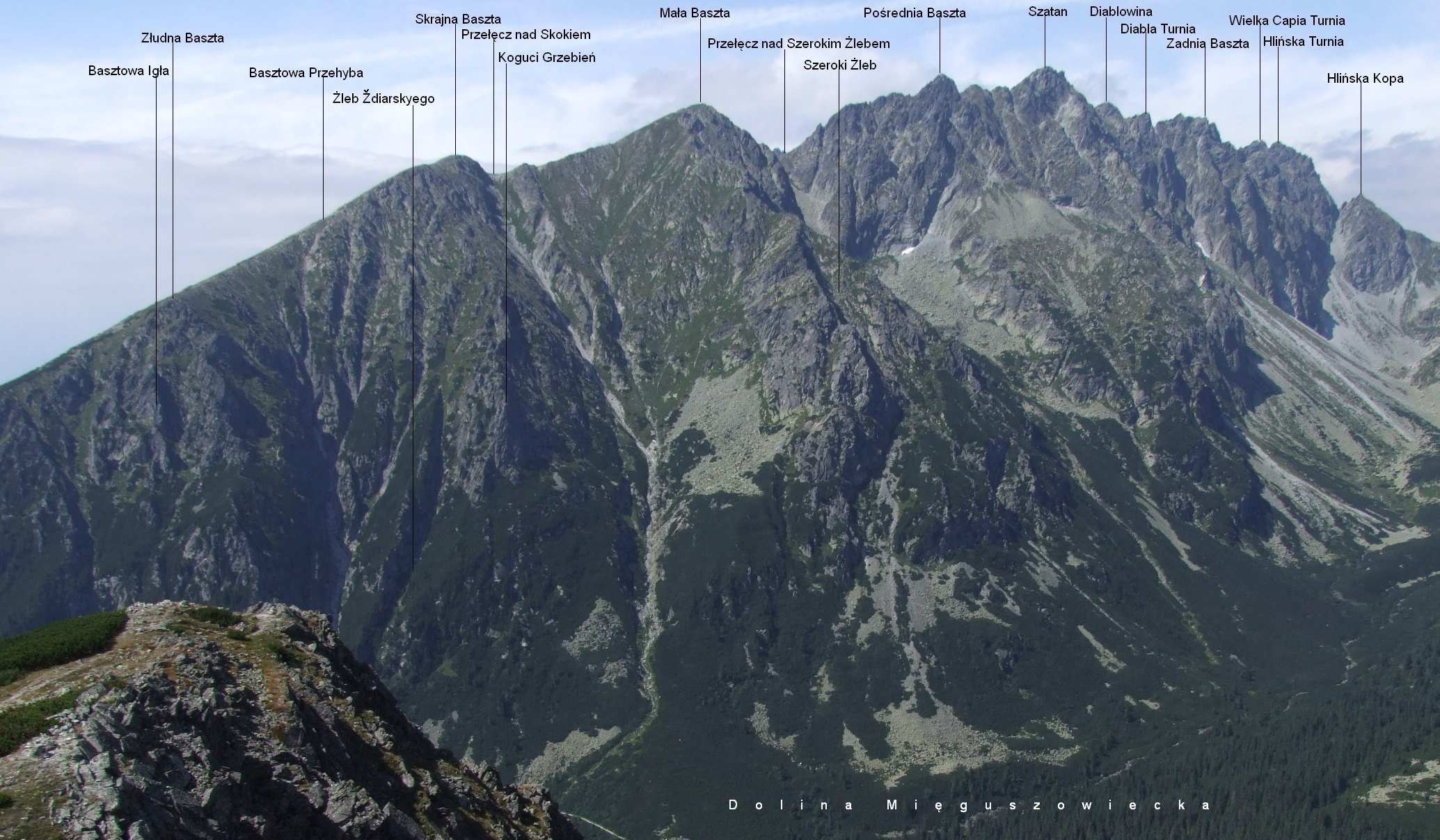
Widok z Osterwy

Żleb Ždiarskyego – żleb w Grani Baszt w słowackich Tatrach Wysokich. Opada z południowych stoków Skrajnej Baszty w Dolinie Mięguszowieckiej. Jego wylot znajduje się w łanach kosodrzewiny powyżej Magistrali Tatrzańskiej.
Z głównego wierzchołka Skrajnej Baszty opada na wschód wielkie żebro z Kogucim Grzebieniem. Między nim, a wielką depresją opadającą z Basztowej Przehyby są trzy żleby. Dwa z nich (lewy i środkowy) są jej prawymi (patrząc od dołu) odnogami. Żleb Ždiarskyego (w widoku z dołu prawy) nie jest odnogą tej depresji i opada niezależnie od dwóch pozostałych żlebów. Górna jego część jest płytko wcięta w trawiaste zbocze, niżej żleb gwałtownie zwęża się i pogłębia, a jego lewe (w widoku od dołu) ściany stają się pionowe i kruche. W ostrzu grzędy tworzącej jego lewe obramowanie tkwi turniczka podobna do Żabiej Lalki. Dolna część żlebu jest wypełniona piargiem, z prożkami nie przekraczającymi wysokości 3 m. Wylot żlebu od Magistrali Tatrzańskiej oddzielony jest zaroślami kosodrzewiny o szerokości około 100 m.
Nazwę żlebu utworzył Władysław Cywiński w 15 tomie przewodnika wspinaczkowego. Uczcił nią słowackiego taternika i przewodnika Františka  Ždiarskyego. Żlebem tym biegnie jedna z dróg wspinaczkowych w masywie Skrajnej Baszty (0+ w skali tatrzańskiej, czas przejścia od Magistrali na jej szczyt 2 godz.).